# Tatia meesi
Tatia meesi är en fiskart som beskrevs av Sarmento-soares och Martins-pinheiro 2008. Tatia meesi ingår i släktet Tatia och familjen Auchenipteridae. Inga underarter finns listade i Catalogue of Life.